# David Wagner (informaticien)
Pour les articles homonymes, voir David Wagner et Wagner.
David Wagner est un cryptologue et informaticien américain né en 1974, professeur de mathématiques et d'informatique à l'université de Californie à Berkeley. Il est l'auteur de l'attaque boomerang dans le cadre de la cryptographie symétrique. Les recherches de David Wagner portent sur la sécurité dans les réseaux et les primitives cryptographiques. Il est aussi l'auteur d'outils destinés à vérifier la robustesse de programmes écrits en C et détecter les vulnérabilités présentes dans le code.

## Recherches et contributions
- 1995 : Découverte d'une faille dans SSL au sein de Netscape.
- 1997 : Cryptanalyse avec Bruce Schneier du chiffrement CMEA utilisé dans des téléphones mobiles aux États-Unis.
- 1999 : Invention de l'attaque par glissement (slide attack) avec Alex Biryukov.
- 1999 : Découverte de l'attaque Boomerang et de la cryptanalyse mod n.
- 1999 : Cryptanalyse du protocole PPTP de Microsoft (avec Bruce Schneier)
- 2000 : Cryptanalyse de A5 (chiffrement par flot) utilisé dans les mobiles GSM (avec Alex Biryukov et Adi Shamir)
- 2001 : Cryptanalyse de WEP utilisé dans le protocole 802.11 pour les réseaux sans fil "WiFi" (avec Nikita Borisov et Ian Goldberg).
- 2002 : Cryptanalyse de l'algorithme de chiffrement par bloc FOX.